# 1784 у літературі

## Книги

### П'єси
- «Підступність і кохання» — п'єса Фрідріха Шиллера.
- «Сарматизм» — комедія польського драматурга Францішека Заблоцького.

## Нехудожні твори
- «Відповідь на питання: що таке Просвітництво?» (нім. «Beantwortung der Frage: Was ist Aufklärung?») — есей Іммануїла Канта.

## Народились
- 19 жовтня — Лі Гант, англійський критик, есеїст, поет.

## Померли
- 17 січня — Йоса Бусон, японський культурний діяч, поет і художник періоду Едо.
- 24 квітня — Францішек Богомолець, основоположник польського театру, поет, лінгвіст, історик, видавець.
- 31 липня — Дені Дідро, французький філософ та енциклопедист епохи Просвітництва.
- 13 грудня — Семюел Джонсон, англійський критик, лексикограф і поет епохи Просвітництва.